# 選手強化キャンペーン
選手強化キャンペーン（せんしゅきょうかキャンペーン）は、日本オリンピック委員会（JOC）が加盟団体の肖像権を一括して管理し、JOCが指定したオフィシャルスポンサー企業にだけ代理店（現状では電通）を介してコマーシャル出演を認め、スポンサー企業は協賛金をJOCに支払って選手の強化資金に活用するというシステムである。以前は「がんばれ!ニッポン!キャンペーン」といっていた。ただし、現在でも「がんばれ!ニッポン!」というフレーズ自体は使用している。

## 経緯
1979年（モスクワオリンピックの前年）から4年ごとにスポンサー企業を更新して行っているが、それまではJOC協賛企業にだけしか出演できなかったスポーツ選手のCM出演が、その後、幾分改正され、現在所属している企業へのCM出演ができる「自社プログラム出演選手」、及び現在所属している企業、並びにJOCオフィシャルスポンサーとなっている企業が、所属している業種と重複しない範囲内でJOC協賛外の企業にも出演できる「特別強化指定選手」のカテゴリーが設けられた。また、JOCの協賛企業の枠組みにとらわれず自由にCM出演することができる「強化指定対象除外選手」 も認められている。ただし、強化指定対象除外選手となる場合はJOCから加盟競技団体への強化費用の提供が幾分減額される。
これらの制度改革により、塚原直也（体操・朝日生命保険）、井上康生（柔道・綜合警備保障）らが「自社プログラム出演選手」、谷亮子（柔道）、北島康介（競泳）らが「特別強化指定選手」として、また、高橋尚子、有森裕子（いずれも陸上競技・マラソン）らも「強化指定対象除外選手」としてCMにほぼ自由な形で出演できるようになった。
日本学生野球協会は、本キャンペーンが商業活動を禁じた日本学生野球憲章に抵触することを理由に協力していない。

## TEAM JAPANシンボルアスリート制度
2005年度から始まったCM出演制度。肖像権はJOCが管理した上で、JOCのスポンサー企業のCMに優先的に出演できるようにして（スポンサー企業以外のCM出演も可）、JOCから協力金（年間1000〜2000万円程度）としてギャラを支払っている。なお、次世代のシンボルアスリートを対象にしたネクストシンボルアスリート制度も導入された。

### シンボルアスリート制度を適用する選手

#### 2025-2028年度
- 北口榛花（陸上競技）
- 渡部暁斗（スキー／ノルディック複合）
- 橋本大輝（体操／体操競技）
- 髙木美帆（スケート／スピードスケート）
- 坂本花織（スケート／フィギュアスケート）
- 藤波朱理（レスリング）
- 見延和靖（フェンシング）
- 阿部一二三（柔道）
- 阿部詩（柔道）
- 上野由岐子（ソフトボール）

#### 2023年度
- サニブラウンアブデルハキーム（陸上競技）
- 渡部暁斗（スキー／ノルディック複合）
- 石川祐希（バレーボール）
- 橋本大輝（体操／体操競技）
- 髙木美帆（スケート／スピードスケート）
- 宇野昌磨（スケート／フィギュアスケート）
- 金城梨紗子（レスリング）
- 見延和靖（フェンシング）
- 阿部一二三（柔道）
- 阿部詩（柔道）
- 上野由岐子（ソフトボール）
- 桃田賢斗（バドミントン）

#### 2022年度
- サニブラウンアブデルハキーム（陸上競技）
- 渡部暁斗（スキー／ノルディック複合）
- 石川祐希（バレーボール）
- 橋本大輝（体操／体操競技）
- 小平奈緒（スケート／スピードスケート）
- 髙木美帆（スケート／スピードスケート）
- 宇野昌磨（スケート／フィギュアスケート）
- 金城梨紗子（レスリング）
- 見延和靖（フェンシング）
- 阿部一二三（柔道）
- 阿部詩（柔道）
- 上野由岐子（ソフトボール）
- 桃田賢斗（バドミントン）

#### 2021年度
- 渡部暁斗（スキー/ノルディック複合）
- 小平奈緒（スケート/スピードスケート）
- 髙木美帆（スケート/スピードスケート）
- 宇野昌磨（スケート/フィギュアスケート）
- 川井梨紗子（レスリング）
- 登坂絵莉（レスリング）
- 三宅宏実（ウエイトリフティング）
- 見延和靖（フェンシング）
- 阿部一二三（柔道）
- 阿部詩（柔道）
- 上野由岐子（ソフトボール）
- サニブラウンアブデルハキーム（陸上競技）
- 桃田賢斗（バドミントン）

#### 2020年度
- 瀬戸大也（水泳/競泳）
- 渡部暁斗（スキー/ノルディック複合）
- 内村航平（体操/体操）
- 小平奈緒（スケート/スピードスケート）
- 髙木美帆（スケート/スピードスケート）
- 宇野昌磨（スケート/フィギュアスケート）
- 登坂絵莉（レスリング）
- 三宅宏実（ウエイトリフティング）
- 阿部一二三（柔道）
- 髙橋礼華（バドミントン）
- 松友美佐紀（バドミントン）
- 川井梨紗子（レスリング）
- 見延和靖（フェンシング）
- 阿部詩（柔道）
- 上野由岐子（ソフトボール）

#### 2019年度
- 瀬戸大也（水泳/競泳）
- 渡部暁斗（スキー/ノルディック複合）
- 内村航平（体操/体操）
- 小平奈緒（スケート/スピードスケート）
- 髙木美帆（スケート/スピードスケート）
- 宇野昌磨（スケート/フィギュアスケート）
- 登坂絵莉（レスリング）
- 三宅宏実（ウエイトリフティング）
- 阿部一二三（柔道）
- 髙橋礼華（バドミントン）
- 松友美佐紀（バドミントン）

#### 2017-2018年度
- 桐生祥秀（陸上競技）
- 瀬戸大也（水泳/競泳）
- 葛西紀明（スキー/ジャンプ）
- 渡部暁斗（スキー/ノルディック複合）
- 小野塚彩那（スキー/フリースタイル）
- 内村航平（体操/体操）
- 白井健三（体操/体操）
- 小平奈緒（スケート/スピードスケート）
- 髙木美帆（スケート/スピードスケート)
- 髙木菜那（スケート/スピードスケート)
- 押切美沙紀（スケート/スピードスケート)
- 菊池彩花（スケート/スピードスケート)
- 宇野昌磨（スケート/フィギュアスケート)
- 宮原知子（スケート/フィギュアスケート)
- 登坂絵莉（レスリング）
- 吉田沙保里（レスリング）
- 三宅宏実（ウエイトリフティング）
- 大野将平（柔道）
- ベイカー茉秋（柔道）
- 髙橋礼華（バドミントン）
- 松友美佐紀（バドミントン）
- 伊藤有希（スキー/ジャンプ）

#### 2016年度
- 桐生祥秀（陸上競技）
- 入江陵介（水泳/競泳）
- 瀬戸大也（水泳/競泳）
- 萩野公介（水泳/競泳）
- 葛西紀明（スキー/ジャンプ）
- 内村航平（体操/体操競技）
- 加藤凌平（体操/体操競技）
- 白井健三（体操/体操競技）
- 吉田沙保里（レスリング）
- 三宅宏実（ウエイトリフティング）
- 福原愛（卓球）
- 海老沼匡（柔道）
- 高橋礼華（バドミントン）
- 松友美佐紀（バドミントン）
- 登坂絵莉（レスリング）

#### 2015年度
計14人。
- 海老沼匡（柔道）
- 加藤凌平（体操競技）
- 白井健三（体操競技）
- 吉田沙保里（レスリング）
- 福原愛（卓球）
- 内村航平（体操競技）
- 桐生祥秀（陸上競技）
- 三宅宏実（ウエイトリフティング）
- 高橋礼華（バドミントン）
- 松友美佐紀（バドミントン）
- 入江陵介（競泳）
- 瀬戸大也（競泳）
- 萩野公介（競泳）
- 葛西紀明（スキージャンプ）

#### 2014年度
- 伊藤みき（スキー/フリースタイル）
- 加藤条治（スケート/スピードスケート）
- 小平奈緒（スケート/スピードスケート）
- 髙橋大輔（スケート/フィギュアスケート）
- 入江陵介（水泳/競泳）
- 内村航平（体操/体操競技）
- 吉田沙保里（レスリング）
- 福原愛（卓球）

#### 2013年度
計9人 
- 伊藤みき（スキー/フリースタイル）
- 加藤条治（スケート/スピードスケート）
- 小平奈緒（スケート/スピードスケート）
- 髙橋大輔（スケート/フィギュアスケート）
- 羽生結弦（スケート/フィギュアスケート）
- 入江陵介（競泳）
- 内村航平（体操競技）
- 吉田沙保里（レスリング）
- 福原愛（卓球）

#### 2012年度
計13人1チーム 
- 内村航平（体操競技）
- 田中理恵（体操競技）
- 吉田沙保里（レスリング）
- 浜口京子（レスリング）
- 福原愛（卓球）
- 太田雄貴（フェンシング）
- 入江陵介（競泳）
- 古賀淳也（競泳）
- 穴井隆将（柔道）
- 中村美里（柔道）
- 潮田玲子（バドミントン）
- 髙橋大輔（フィギュアスケート）
- 浅田真央（フィギュアスケート）
- ホッケー女子日本代表（ホッケー）

#### 2011年度
計12人1チーム
- 内村航平（体操競技）
- 吉田沙保里（レスリング）
- 浜口京子（レスリング）
- 福原愛（卓球）
- 太田雄貴（フェンシング）
- 入江陵介（競泳）
- 古賀淳也（競泳）
- 穴井隆将（柔道）
- 塚原直貴（陸上）
- 潮田玲子（バドミントン）
- 髙橋大輔（フィギュアスケート）
- 浅田真央（フィギュアスケート）
- ホッケー女子日本代表（ホッケー）

#### 2010年度
計10人
- 入江陵介（競泳）
- 古賀淳也（競泳）
- 内村航平（体操競技）
- 吉田沙保里（レスリング）
- 浜口京子（レスリング）
- 福原愛（卓球）
- 太田雄貴（フェンシング）
- 内柴正人（柔道）
- 髙橋大輔（フィギュアスケート）
- 浅田真央（フィギュアスケート）

#### 2009年度
計12人
- 上村愛子（フリースタイルスキー）
- 皆川賢太郎（アルペンスキー）
- 髙橋大輔（フィギュアスケート）
- 浅田真央（フィギュアスケート）
- 加藤条治（スピードスケート）
- 長島圭一郎（スピードスケート）
- 内村航平（体操競技）
- 吉田沙保里（レスリング）
- 浜口京子（レスリング）
- 福原愛（卓球）
- 内柴正人（柔道）
- 太田雄貴（フェンシング）

#### 2008年度
計12人
- 末續慎吾（陸上競技）
- 柴田亜衣（水泳）
- 冨田洋之（体操）
- 浜口京子（レスリング）
- 吉田沙保里（レスリング）
- 福原愛（卓球）
- 井上康生（柔道）
- 谷亮子（柔道）
- 小椋久美子（バドミントン）
- 潮田玲子（バドミントン）
- 岡崎朋美（スピードスケート）
- 髙橋大輔（フィギュアスケート）

#### 2007年度
計9人
- 井上康生（柔道 綜合警備保障）
- 谷亮子 （柔道 トヨタ自動車）
- 福原愛 （卓球 ANA）
- 浜口京子（アマチュアレスリング ジャパンビバレッジ）
- 末續慎吾（陸上競技 ミズノ）
- 冨田洋之 （体操）
- 柴田亜衣（競泳 チームアリーナ）
- 髙橋大輔（フィギュアスケート）
- 岡崎朋美（スピードスケート 富士急行）

#### 2006年度
- 末續慎吾（陸上競技・短距離 ミズノ）
- 井上康生（柔道 綜合警備保障）
- 谷亮子 （柔道 トヨタ自動車）
- 浜口京子（アマチュアレスリング ジャパンビバレッジ）
- 福原愛 （卓球 ミキハウス）
- 柴田亜衣（競泳 チームアリーナ）
- 冨田洋之 （体操）
- 村主章枝（フィギュアスケート avex）
- 岡崎朋美（スピードスケート 富士急行）
- 加藤条治（スピードスケート）

#### 2005年度
計11人
- 室伏広治（陸上競技・ハンマー投 ミズノ）
- 末續慎吾（陸上競技・短距離 ミズノ）
- 井上康生（柔道 綜合警備保障）
- 谷亮子 （柔道 トヨタ自動車）
- 浜口京子（アマチュアレスリング ジャパンビバレッジ）
- 福原愛 （卓球 ミキハウス）
- 葛西紀明（スキージャンプ 土屋ホーム）
- 荒川静香（フィギュアスケート プリンスホテル）
- 村主章枝（フィギュアスケート avex）
- 安藤美姫（フィギュアスケート トヨタ自動車※中京大学在学中）
- 岡崎朋美（スピードスケート 富士急行）

※なお、葛西・荒川・村主・岡崎・安藤は2006年のトリノオリンピック期間を含めて1年半の契約が結ばれている。

### ネクストシンボルアスリート制度を適用する選手

#### 2025-2028年度
- 栁田大輝（陸上競技）
- 玉井陸斗（水泳／飛込）
- 一戸くる実（スキー／ジャンプ）
- 谷地宙（スキー／ノルディック複合）
- 上野真歩（ホッケー）
- 角皆友晴（体操／体操競技）
- 森重航（スケート／スピードスケート）
- 島田麻央（スケート／フィギュアスケート）
- 伊藤麻琴（アイスホッケー）
- 小野正之助（レスリング）
- 松島輝空（卓球）
- 新井道大（柔道）
- 宮崎友花（バドミントン）
- 野畑美咲（ライフル射撃）

#### 2022-2023年度
- 栁田大輝（陸上競技）
- 本多灯（水泳／競泳）
- 北園丈琉（体操／体操競技）
- 東藤なな子（バスケットボール）
- 河辺愛菜（スケート／フィギュアスケート）
- 森重航（スケート／スピードスケート）
- 伊藤麻琴（アイスホッケー）
- 藤波朱理（レスリング）
- 木原美悠（卓球）
- 古賀若菜（柔道）
- 上野優佳（フェンシング）
- 郡司莉子（バドミントン）
- 平野優芽（ラグビーフットボール）
- 谷井菜月（スポーツクライミング）
- 小林誠也（リュージュ）
- 青木勇貴斗（スケートボード）

#### 2019年度
- 大橋悠依（水泳/競泳）
- 仲澤春香（ボート）
- 田村陸（ホッケー）
- 小早川志穂（ホッケー）
- 宇佐美正パトリック（ボクシング）
- 木下鈴花（ボクシング）
- 谷川翔（体操/体操）
- 馬瓜ステファニー（バスケットボール）
- 稲川くるみ（スケート/スピードスケート）
- 横井ゆは菜（スケート/フィギュアスケート）
- 吉永一貴（スケート/ショートトラック）
- 志賀葵（アイスホッケー）
- 志賀紅音（アイスホッケー）
- 川井梨紗子（レスリング）
- 髙山大智（セーリング）
- 鈴木梨羅（ウエイトリフティング）
- 部井久アダム勇樹（ハンドボール）
- 中山佳穂（ハンドボール）
- 石上優大（自転車）
- 戸上隼輔（卓球）
- 大藤沙月（卓球）
- 神村ひより（馬術）
- 上野優佳（フェンシング）
- 素根輝（柔道）
- 後藤希友（ソフトボール）
- 永原和可那（バドミントン）
- 松本麻佑（バドミントン）
- 中口遥（ライフル射撃）
- 平野優芽（ラグビーフットボール）
- 土肥圭太（スポーツクライミング）
- 折原梨花（クレー射撃）
- 松澤弥子（カーリング）
- 吉川恭太郎（トライアスロン）
- 中山彩理香（トライアスロン）
- 前田秀隆（テコンドー）

#### 2018年度
- 高島美晴（ボート）
- 米川志保（ボート）
- 藤島来葵（ホッケー）
- 小早川志穂（ホッケー）
- 谷川航（体操/体操）
- 佐藤綾乃（スケート/スピードスケート）
- 須本光希（スケート/フィギュアスケート）
- 吉永一貴（スケート/ショートトラック）
- 宮本昌典（ウエイトリフティング）
- 部井久アダム勇樹（ハンドボール）
- 小牧加矢太（馬術）
- 菊池小巻（フェンシング）
- 島田敦（ライフル射撃）
- 平野優芽（ラグビーフットボール）
- 山中美緒（ラグビーフットボール）
- 上原瑠果（アーチェリー）
- 折原梨花（クレー射撃）
- 宮嶋克幸（ボブスレー/スケルトン）
- 松澤弥子（カーリング）
- 浮田留衣（アイスホッケー）
- 床秦留可（アイスホッケー）
- 髙山大智（セーリング）
- 田中佑汰（卓球）
- 小塩遥菜（卓球）
- 阿部詩（柔道）

#### 2017年度
- 江島雅紀（陸上競技）
- 佐藤翔（ボート）
- 高島美晴（ボート）
- 神本雄也（体操/体操競技）
- 渡嘉敷来夢（バスケットボール）
- 佐藤綾乃（スケート/スピードスケート）
- 紀平梨花（スケート/フィギュアスケート）
- 吉永一貴（スケート/ショートトラック）
- 岡田奎樹（セーリング）
- 近内三孝（ウエイトリフティング）
- 佐々紫苑（馬術）
- 敷根崇裕（フェンシング）
- 松山恭助（フェンシング）
- フィッツジェラルド邦彦原田（フェンシング）
- 阿部一二三（柔道）
- 山口茜（バドミントン）
- 岡田直也（射撃/ライフル射撃）
- 大橋朋花（アーチェリー）
- 松澤弥子（カーリング）
- 松井隆太（テコンドー）

#### 2016年度
- 大門千紗（ボート）
- 高島美晴（ボート）
- 萱和磨（体操/体操競技）
- 渡嘉敷来夢（バスケットボール）
- 山本草太（スケート/フィギュアスケート）
- 吉永一貴（スケート/ショートトラック）
- 川井梨紗子（レスリング）
- 髙山大智（セーリング）
- 安藤美希子（ウエイトリフティング）
- 玉川裕康（ハンドボール）
- 佐々木春乃（ハンドボール）
- 林忠寛（馬術）
- 敷根崇裕（フェンシング）
- 阿部一二三（柔道）
- 山口茜（バドミントン）
- 岡田直也（射撃/ライフル射撃）
- 河田悠希（アーチェリー）
- 渡部香生子（水泳/競泳）
- 浜本由惟（卓球）

#### 2015年度
- 阿部一二三（柔道）
- 山口茜（バドミントン）
- 登坂絵莉（レスリング）
- 野々村笙吾（体操/体操競技）
- 八木かなえ（ウエイトリフティング）
- 梶原悠未（自転車）
- 渡嘉敷来夢（バスケットボール）
- 宇野昌磨（スケート/フィギュアスケート）
- 髙木美帆（スケート/スピードスケート）
- 向江彩伽（フェンシング）
- 江村美咲（フェンシング）
- 髙嶋理紗（フェンシング）
- 大門千紗（ボート）
- 高島美晴（ボート）
- 村松雄斗（卓球）
- 髙田茉莉亜（馬術）
- 羽根田卓也（カヌー）
- 河田悠希（アーチェリー）
- 床秦留可（アイスホッケー）
- 渡部香生子（競泳）
- 浜本由惟(卓球)

#### 2014年度
- 渡部暁斗（スキー／ノルディック複合）
- 長谷川翼（スケート／スピードスケート）
- 田中刑事（スケート／フィギュアスケート）
- 宮原知子（スケート／フィギュアスケート）
- 菊池純礼（スケート／ショートトラック）
- 瀬戸大也（水泳／競泳）
- 野々村笙吾（体操／体操競技）
- 登坂絵莉（レスリング）
- 森薗政崇（卓球）

#### 2013年度
- 渡部暁斗（スキー/ノルディック複合）
- 長谷川翼（スケート/スピードスケート）
- 日野龍樹（スケート/フィギュアスケート）
- 本郷理華（スケート/フィギュアスケート）
- 菊池純礼（スケート/ショートトラック）
- 瀬戸大也（水泳/競泳）
- 山口観弘（水泳/競泳）
- 野々村笙吾（体操/体操競技）
- 村田夏南子（レスリング）
- 谷岡あゆか（卓球）

### メリットとデメリット
このシンボルアスリート制度は、今までマイナーと呼ばれていたスポーツの知名度が上がる反面、オリンピックの代表選考に大きな影響を及ぼすため、しばしば問題になっている。

## パートナー企業（2025〜）

### ワールドワイドパートナー
- ABインベブ
- Airbnb
- アリババグループ
- アリアンツ
- コカ・コーラ（日本コカ・コーラ）/蒙牛乳業
- デロイト トウシュ トーマツ
- オメガ（オメガ・ジャパン）
- P&G（プロクター・アンド・ギャンブル・ジャパン）
- サムスン（サムスン電子ジャパン）
- TCL（TCLジャパンエレクトロニクス）
- Visa（VJAグループ）

### TEAM JAPANゴールドパートナー
- アシックス
- 味の素
- 東京海上日動
- 日本生命保険
- 三井不動産

### TEAM JAPANオフィシャルパートナー
- エアウィーヴ

### TEAM JAPANオフィシャルサポーター
- インターブランド（公式ブランドマネジメント）
- Live Board（公式DOOHメディアサプライヤー）
- ぴあ （公式チケッティングマネジメント）
- 丸大食品

### TEAM JAPAN公式旅行代理店
- KNT-CTホールディングス（近畿日本ツーリスト）
- JTB
- 東武トップツアーズ
- 日本旅行